# Tê giác trắng

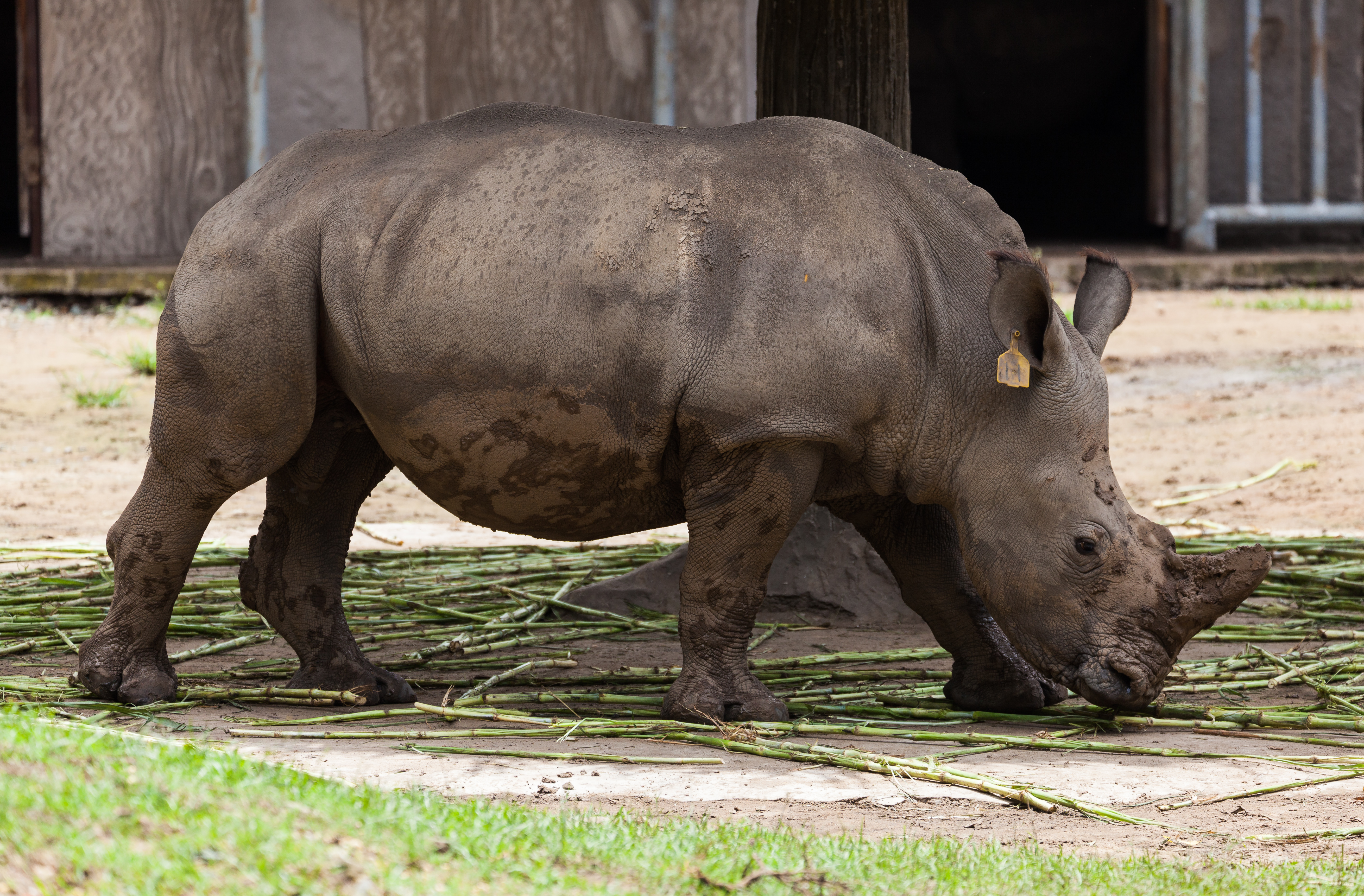
Tê giác trắng miền Nam tại Thảo cầm viên Sài Gòn.

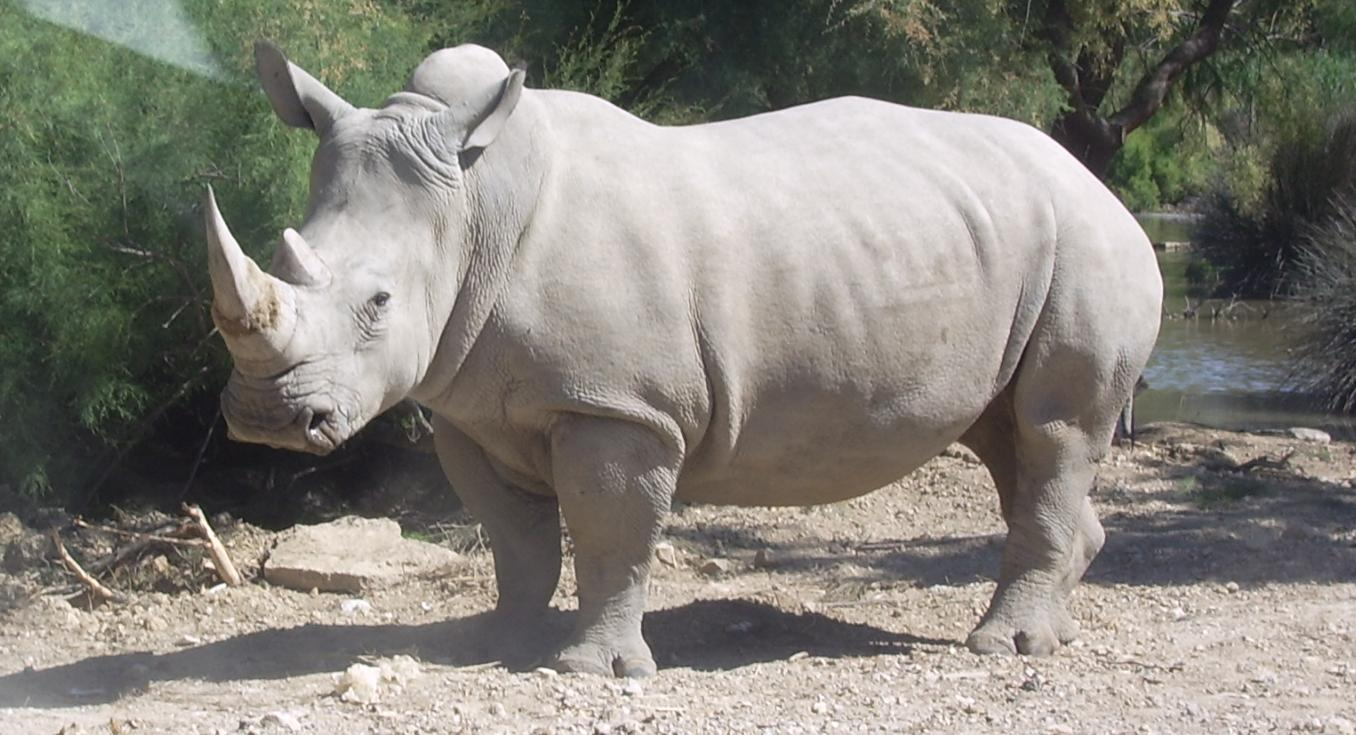
Tê giác trắng

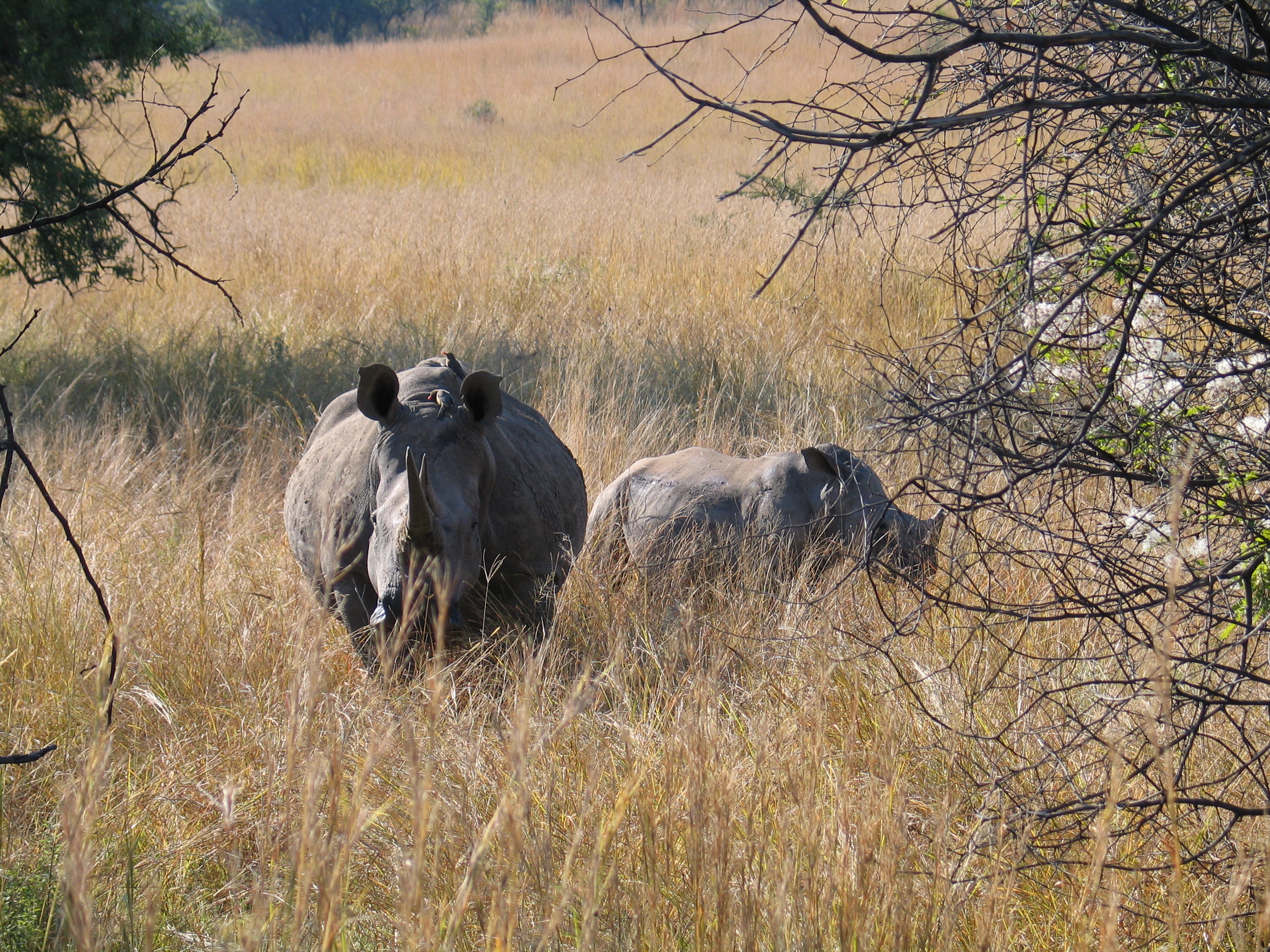
Một con tê giác trắng cùng con của nó.

Tê giác trắng hay tê giác môi vuông (Ceratotherium simum) là một trong năm loài tê giác còn tồn tại và là một trong số rất ít loài động vật ăn cỏ lớn còn tồn tại. Chúng có nguồn gốc ở đông bắc và miền nam châu Phi. Tê giác có xu hướng sống thành bầy đàn từ 1 đến bảy con, mặc dù chúng là những động vật to lớn. Trên mõm của chúng có hai sừng với cấu tạo từ các sợi keratin (không phải xương như ở gạc hươu, nai).

## Đặc điểm
Tê giác trắng khác với tê giác đen ở hình dạng miệng của chúng – ở tê giác trắng thì miệng của chúng rộng hơn để gặm được nhiều cỏ; theo một giả thuyết thì thuật ngữ "White" (trắng) trong tiếng Anh thực sự có nguồn gốc từ tiếng Afrikaan "weit", có nghĩa là 'rộng'. Da của tê giác trắng có màu hoàn toàn tương tự như của tê giác đen.
Tê giác trắng cũng có một bướu rõ nét ở phía sau cổ của nó để giữ được cái đầu to lớn. Mỗi chân của tê giác trắng có ba ngón. Chúng đôi khi được gọi là tê giác môi vuông do môi lỗi ra của chúng để hỗ trợ việc gặm các loại cỏ ngắn ở các vùng xavan. Chúng có khả năng đi 4 đến 5 ngày mà không cần nước uống. Tê giác trắng rất ít sinh sản khi bị giam cầm; kể từ năm 1995, chỉ có một con tê giác cái được sinh ra ở Dvur Králové.Vào năm 2019, Safari Phú Quốc đã cho ra đời 1 cá thể tê giác khác.

## Phân loài
Có hai phân loài tê giác trắng:
Tê giác trắng phương Nam: Tính đến ngày 31 tháng 12 năm 2007, ước tính có 17.460 tê giác trắng phương Nam sống trong tự nhiên (IUCN 2008), làm cho chúng thành phân loài tê giác phổ biến nhất trên thế giới. Nam Phi là thành trì cho loài này (93.0%), bảo tồn 16.255 cá thể trong tự nhiên vào năm 2007 (IUCN 2008). Có quần thể nhỏ hơn trong môi trường sống lịch sử của loài này ở Namibia, Botswana, Zimbabwe và Eswatini, và một nhóm nhỏ tồn tại ở Mozambique. Các quần thể nhỏ cũng có tồn tại bên ngoài phạm vi sống trước đây của loài tại Kenya, Uganda và Zambia.
Tê giác trắng phương Bắc (Ceratotherium simum cottoni) được xem là loài có nguy cơ hoặc bị tuyệt chủng trong hoang dã, trước đây tìm thấy ở một số quốc gia Đông Phi và Trung Phi phía nam sa mạc Sahara, phân loài này là một loài động vật sống ở đồng cỏ và rừng hoang mạc. Trên thế giới, hiện nay chỉ còn tồn tại có 3 cá thể được ghi nhận, mà đã được trả lại cho khu vực bảo tồn ở Kenya. Trong thời gian gần trước đó, số lượng Tê giác trắng phương Bắc trong tự nhiên chỉ có trong Vườn quốc gia Garamba ở Cộng hòa Dân chủ Congo (trước đây là Zaire) và có bước đầu phục hồi từ mức thấp trong những năm 1970 đến khoảng 40 cá thể. Tuy nhiên, sau khi cuộc nội chiến và các cuộc tấn công của lực lượng bán quân sự từ Sudan làm số lượng giảm dần và theo tường thuật báo chí từ năm 2008 bị xóa sổ trong tự nhiên.
Ban đầu, sáu con tê giác trắng miền Bắc còn sống trong Vườn thú Dvur Králové ở Cộng hòa Czech. Trong sáu con đó, bốn con còn khả năng sinh sản đã được vận chuyển đến Khu bảo tồn Ol Pejeta Conservancy tại Kenya, châu Phi, môi trường sống lịch sử của chúng với hy vọng chúng sẽ phát triển. Trong năm 2015, chính phủ Kenya đặt con đực còn lại của loài tại Ol Pejeta dưới bảo vệ vũ trang liên tục 24 giờ để ngừa trộm. Một trong hai cá thể còn lại ở Cộng hòa Czech đã chết vào cuối tháng năm 2011. Cả hai con đực cuối cùng có khả năng giao phối tự nhiên qua đời vào năm 2014 (một ở Kenya vào ngày 18 tháng 10 và một ở Công viên động vật hoang dã San Diego, vào ngày 15 tháng 12).
Như vậy, chỉ còn ba con tê giác trắng phương Bắc trên toàn thế giới, tất cả đã quá già và không còn khả năng sinh sản, và được coi là động vật có vú lớn hiếm nhất trên thế giới và IUCN công bố kể từ những năm đầu 2010 trong danh sách đỏ các loài bị đe dọa tuyệt chủng. Những nghiên cứu gần đây cho thấy là loài tê giác trắng phương Bắc có lẽ là một loài riêng biệt, chứ không phải là một phân loài của tê giác trắng như những gì được biết trước, trong trường hợp đó, tên khoa học chính xác cho loài cũ là cottoni Ceratotherium.

## Săn trộm
Giống như tê giác đen, tê giác trắng cũng đang ở dưới các đe dọa do mất khu vực sinh sống và săn bắn trộm, chủ yếu gần đây là do việc bắn hạ của các janjaweed. Điều này làm cho các nhà bảo tồn phải đưa đề nghị di chuyển bằng máy bay các con tê giác trắng còn lại ở Garamba tới Kenya vào tháng 1 năm 2005. Sự can thiệp của các lực lượng ngoại quốc vào công việc của Congo đã ngăn không cho công việc này được thực thi vào tháng 6 năm 2005. Ngược với các thông báo trên, công viên động vật hoang dã Whipsnade tại Vương quốc Anh đã thu được thành công đáng kể trong nhiều năm qua trong việc nhân giống tê giác trắng trong tình trạng giam cầm. Trên thực tế, vào năm 2005, ba con tê giác trắng đã được sinh ra trong bầy đàn ở Whipsnade.